# Circus Ronaldo
Il Circus Ronaldo è un circo che esiste da 5 generazioni composto da 10-11 elementi di lunga tradizione e vede alla guida Danny e David Ronaldo. Inserirlo nella categoria "circhi" è limitativo in quanto gli spettacolo proposti sono, per tematiche e struttura, gli ultimi esempi della commedia dell'arte cinquecentesca.

## Le caratteristiche
Gli spettacoli proposti da tale "circo" sono caratterizzati da forti elementi retaggio della commedia dell'arte: l'uso della maschera popolare, l'uso limitato alla gag della parola, l'assenza di animali, la musica, l'atmosfera malinconica e, non ultimo, il grande coinvolgimento del pubblico presente.
La famiglia Ronaldo prosegue questa tradizione secolare esibendosi in piazze e vie minori, usando un piccolo teatro mobile e tramandando di generazione in generazione le conoscenze pregresse. Ogni artista nel "circo" ha sviluppato molte abilità che vanno da quelle di giocoliere a quelle di equilibrista passando per doti musicali, recitative e istrioniche.

## Gli spettacoli
- Lazzi, dall'italiano lazzo ovvero gag. Danny Ronaldo si esibisce in giochi ed illusioni, equilibrismi di altissima qualità, il tutto mischiato a comicità e coinvolgimento del pubblico.
- Fili. In atmosfere triste si esibiscono le tipiche maschere della commedia dell'arte, tra cui Arlecchino, il Capitano, il Maestro e le femmine gelose, mosse come da immaginari fili.
- Brik à Baran. Un colonnello-capocomico presenta l'uomo più forte del mondo, un giocoliere, un mago indovino, un escapologo e la loro ridicola quanto improbabile arte circense.
- La cucina dell'arte. La messa in scena di una cucina dove i due fratelli Danny e David devono servire una coppia di "clienti" presi direttamente dal pubblico.